# 나이지리아두더지쥐
나이지리아두더지쥐(Fukomys foxi)는 뻐드렁니쥐과에 속하는 설치류의 일종이다. 나이지리아 북부와 카메룬에서 발견된다. 지하에서 무리 생활을 하는 종으로 자연 서식지는 열대 건조 저지대 초원과 강기슭 산림 지대, 암반 지역이다.

## 분류학
나이지리아두더지쥐는 1911년 영국 동물학자 올드필드 토마스(Oldfield Thomas)가 처음 기술했다. 종소명은 런던의 자연사박물관에 12점의 표본을 보낸 폭스(Reverend George Fox)의 이름에서 유래했으며, 토마스는 당시 박물관의 포유류 담당 관장이었다. 이 표본 중에서 9점은 크기와 겉모습이 유사하고 2점(수컷 한 점과 암컷 한 점)은 육중한 머리와 함께 상당히 컸다. 표본들이 하나의 무리에서 나온 것인지 명확하지 않지만, 상당히 큰 두 마리의 개체는 번식중이던 짝임이 거의 확실하며 나머지는 비-번식중인 성체들로 두더지쥐류에서 흔한 무리 구조의 하나이다.

## 분포 및 서식지
첫 표본은 나이지리아 북부의 조스 고원(Jos Plateau)에서 발견되었으며, 1966년에 같은 지역에서 6개의 표본이 더 나왔다. 이 두더지는 카메룬의 나가운데레(Ngaoundéré) 지역 시골에서도 발견된다. 주 서식지는 초원이나, 암석 지역 옆 나무가 우거진 지역이다. 넓은 터널을 갖춘 지하에서 생활한다.

## 특징
나이지리아두더지쥐는 연구가 덜 되어 있다. 작은 종으로 머리부터 몸까지 성체의 몸길이는 평균 145mm이고, 가장 큰 개체는 최대 160mm이다. 머리는 검은색 바탕에 흰 반점의 짧고 무성한 털이 나 있고, 하체에는 약간 흰색의 얼룩얼룩한 무늬가 나 있기도 한다.

## 상태
국제 자연 보전 연맹은 이 종을 아주 적게 알려진 종으로 간주하고 보전 상태를 "정보부족종"으로 분류하고 있다. 조스 평원(Jos Plateau)은 비옥한 땅을 갖고 있으며, 나이지리아의 다른 지역에서 자라지 않는 감자와 같은 곡물을 재배한다. 땔나무로 사용하기 위한 벌목에 따른 경작과 삼림 벌채의 증가 여부가 종에게 영향을 주는지 여부는 알려져 있지 않지만, 다른 두더지쥐류는 경작량의 증가에 적응해 왔다.